# Tetramesa captivum
Tetramesa captivum is een vliesvleugelig insect uit de familie Eurytomidae. De wetenschappelijke naam is voor het eerst geldig gepubliceerd in 1889 door Lintner.